# Diapetimorpha postica
Diapetimorpha postica là một loài tò vò trong họ Ichneumonidae.